# (332840) 2010 DZ59
(332840) 2010 DZ59 es un asteroide perteneciente al cinturón de asteroides, descubierto el 25 de febrero de 2010 por Wide-field Infrared Survey Explorer desde el telescopio espacial Wide-Field Infrared Survey Explorer (WISE), Estados Unidos.

## Designación y nombre
Designado provisionalmente como 2010 DZ59.

## Características orbitales
(332840) 2010 DZ59 está situado a una distancia media del Sol de 3,194 ua, pudiendo alejarse hasta 3,691 ua y acercarse hasta 2,697 ua. Su excentricidad es 0,156 y la inclinación orbital 13,299 grados. Emplea 2085,05 días en completar una órbita alrededor del Sol.

## Características físicas
La magnitud absoluta de (332840) 2010 DZ59 es 15,89. Tiene 3,418 km de diámetro y su albedo se estima en 0,066.